# 提摩西·V·墨菲
提摩西·文森·墨菲（英語：Timothy Vincent Murphy，1960年4月5日—），愛爾蘭男演員，常駐於美國加利福尼亞州洛杉磯。參演的知名作品如電視劇《飆風不歸路》（2011年至2013年）、《重返犯罪現場：洛杉磯》（2012年至2013年）、《同妻俱樂部》（2015年）、《無間警探》（2015年）、《暗黑劊子手》（2015年）和《雪国列车》（2020年至2021年）。

## 早年
提摩西·V·墨菲生於凱里郡特拉利，愛德華（Edward）和瑪麗·墨菲（Mary Murphy）的六個孩子之一。表演事業始於都柏林，在焦點劇院（Focus Theater）受訓。曾就讀於科克大學，主修法律和會計。墨菲還將時間花在南非旅行、美國紐約市布朗克斯從事建築和屋頂鋪設工作，以及佛羅里達州的酒吧工作。

## 私生活
2015年7月22日，墨菲與妻子凱特琳·曼利（Caitlin Manley）的第一個孩子西恩·菲昂·墨菲（Seán Fionn Murphy）。

## 外部連結
- 提摩西·V·墨菲在互联网电影资料库（IMDb）上的資料（英文）